# Държавно устройство на Обединеното кралство Великобритания и Северна Ирландия
Обединеното кралство е държава в Западна Европа. То се дели на 5 историко-географски области: Англия, Уелс, Корнуол, Шотландия и Северна Ирландия.
Обединеното кралство е парламентарна монархия, първата държава с такъв тип управление. Престолът се наследява от първородния принц (или принцеса при липса на мъжки наследници). От 1952 до 2022 г. на трона е кралица Елизабет II, наследена след смъртта ѝ на 8 септември 2022 г. от първородния ѝ син Чарлз. Официалната титла на кралицата е: „Елизабет II по божия милост кралица на Обединеното кралство Великобритания и Северна Ирландия и всички други кралства и територии, глава на британската общност, защитник на Вярата.“
Парламентът се състои от две камари – Камара на лордовете и Камара на общините. Главна фигура в изпълнителната власт е министър-председателят.

## Монархия
Британският монарх е държавен глава. Макар че не участва директно в управлението, Короната е източник на изпълнителната власт под формата на тъй наречените кралски прерогативи (на английски: Royal Prerogative), които засягат множество въпроси като издаването и отнемането на паспорти, освобождаването на премиера или обявяването на война. Тези прерогативи са осъществявани от изпълнителната власт от името на монарха. Пълномощията се предоставят лично от монарха, в името на Короната на различни министри или други кралски служители и могат целенасочено да заобикалят съгласието на Парламента. Това е възможно, поради обстоятелството, че министрите от Кабинета (правителството, официалните им постове са на „държавни секретари“ – Secretary of State) са едновременно с това и членове („тайни съветници“) на Държавния съвет на Обединеното кралство (His Majesty's Privy Council).
Главата на правителството – Премиерът – се среща ежеседмично с монарха, който може да изразява мнението си, да предупреждава и съветва премиера в неговата работа.
Според неписаната конституция монархът има определени пълномощия във вътрешната и външната политика на държавата:

## Парламент
Британският парламент, който води началото си от средата на 13 век, е сред най-старите в света. Още от 14 век парламентарното управление на страната се осъществява от двукамарна палата. Камарата на лордовете (горната) и Камарата на общините (долната) заседават отделно и са конституирани на напълно различни принципи. Камарата на лордовете се състои от 500 пожизнени, 92 наследствени перове и 26 висши духовници. Камарата на общините има 659 места.
Членовете на долната камара се избират на избори и имат 5-годишен мандат. Избират се на мажоритарен принцип в едномандатни избирателни райони. Когато се говори за Парламента като за законодателен орган, се имат предвид както 2-те му камари, така и монархът, защото само тяхното единство образува в правов смисъл парламента. Правителството се отчита само пред Камарата на общините, която осъществява и парламентарния контрол над държавните финанси.
Особеността на британския парламент е, че функционира в уникалните условия на липсата на писана конституция. Някои от правилата от организирането и функционирането му се съдържат в „обичайните“ закони на страната (те са много малко), други – в неписаните норми (актове) на конституцията, конвенционалните съглашения. Държавните секретари (министрите) и министрите (заместник-министрите) от Правителството на Негово Величество (His Majesty's Government) са едновременно с това и народни представители (Members of Parliament (MP)) в Камарата на общините. Това е характерна особеност на Уестминстърския модел на държавно управление – границата между законодателната и изпълнителната власт не е така ясно фиксирана, както в континенталния модел, характерен за парламентарните държави в Европа.
Водещата роля на Парламента в определянето на държавната политика мотивира знаменитото определение на Монтескьо в своето произведение „За духа на законите“, че "[Британия] е нация, която оправдано би могла да бъде наречена република, маскирана като монархия."

## Партии
Реалното функциониране на целия британски парламент се основава на партийния плурализъм в Кралството. Той определя цялата организация на изборния процес – от издигането на кандидатите и делението на страната на избирателни окръзи до начина на пресмятане на гласовете на избирателите. В Обединеното кралство господства двупартийна политическа система – доминират две големи партии: Консервативна и Лейбъристка. Това не означава, че липсват други политически партии, а че наложената мажоритарна избирателна система (в която мандатът отива при кандидат, събрал просто мнозинство в своя едномандатен избирателен район) способства за господстващата позиция на основната лява (Лейбъристката) и основната дясна (Консервативната) партии в политическия живот на страната. В Кралството съществуват и други партии на национално ниво (покриващи територията на Англия, Уелс, Шотландия и Северна Ирландия), регионални клонове на националните партии (например Уелската лейбъристка партия), както и такива, формирани изцяло на регионално ниво (Шотландската национална партия в Шотландия и Шин Фейн в Северна Ирландия).

## Изпълнителна власт
Изпълнителната власт се упражнява от Правителството на Негово Величество (на английски: His Majesty's Government), формирано от парламентарно представени партии, от името на суверена крал Чарлз III. Официалното наименование на страната е Обединено кралство Великобритания и Северна Ирландия, което създава (погрешното) впечатление, че това е федерална държава. В действителност тя е унитарна, което означава, че цялата държавна власт е концентрирана на национално ниво. За утвърждаване на демократичните принципи и отчитайки културно-правните традиции на народите, съставляващи населението на Кралството централната власт (в лицето на Парламента и Кабинета) делегира част от правомощията си на регионални парламенти и правителства чрез процес, носещ правното определение „деволюция“ („devolution“). При него централната власт си запазва правото да възстанови осъществяването на прерогативите, които е делегирала на регионалните власти. На принципа на деволюцията са формирани самостоятелни национални власти: шотландското правителство (на английски: Scottish Government), уелското правителство на английски: Welsh Assembly Government и кабинетът на Северна Ирландия (на английски: Northern Ireland Executive).

### Правителство
Монархът назначава министър-председателя като ръководител на правителството, воден от стриктното правило, че той трябва да е членът на Камарата на общините, който е най-вероятно да получи подкрепа за съставяне на правителство. На практика това означава, че за премиер се посочва лидерът на политическата партия, имаща мнозинство в Камарата на общините. Ако няма абсолютно мнозинство, той е принуден да формира коалиционно правителство. При постигането на достатъчна подкрепа от депутати за гласуване на Кабинета в Камарата на общините, номинираният за министър-председателят избира министри измежду членовете на камарата на общините, които формират Кабинета и са политически ръководители на различните министерства (на английски: Government Departments). Кабинетът е съставен от около двадесет държавни секретари (министри), а като цяло, заедно със заместник министрите и началниците на самостоятелни агенции правителството е съставено от приблизително 100 члена. Политическата традиция повелява всички министри и заместник-министри да са членове на Камарата на общините. Причината за това е в основния принцип на британската демокрация държавната политика да се осъществява от политици, получили одобрението на избирателите. В случая на Камарата на общините това става чрез спечелване на мандат на парламентарни избори. Тъй като монархът може да присъжда пожизнена благородническа титла (която дава правото на място в Камарата на лордовете) този принцип би бил нарушен, ако за министър или заместник-министър бъде назначен пожизнен лорд, а не избран от народа кандидат за народен представител.
В британската политическа практика има йерархия между членовете на кабинета, която се разпростира далеч отвъд обичайното за други държави разграничение между министър-председател и всички останали министри. Освен това наред с наименованията на фактическите си ресори, министрите носят и традиционни за тези постове титли, останали от минали епохи. Най-високо в йерархията на кабинета на Нейно (или Негово) Величество стои Министър-председателят (или Премиерът, на английски: Prime Minister). Непосредствено под него в йерархията е Канцлерът на хазната. Това е финансовият министър, който заема длъжност Пръв държавен секретар (на английски: Chancellor of the Exchequer, First Secretary of State, пост, съответстващ на вицепремиер в правителствата на други държави). Под тях има редица от държавни секретари (на английски: Secretaries of State), които оглавяват министерствата. В британската политическа практика постът държавен секретар (на английски: Secretary of state) съответства на министър. Едно стъпало по-долу в йерархията са министрите, които съответстват на заместник-министри. . В Кабинетите на Обединеното кралство и Северна Ирландия министрите заемат или постове на заместник-министри, или оглавяват самостоятелни държавни агенции, пряко подчинени на премиера, но нямат ранг на министерства. Още едно стъпало по-ниско в йерархията са президентите на съвещателни комисии, формирани към правителството не със закон на парламента, а с административна заповед на премиера. Те са с временен характер и макар съществуването им да може да продължи през целия мандат на кабинета, тяхното съществуване престава с приключването на мандата и при нужда следващият премиер трябва да издаде нова заповед за формирането им.
Както и в други парламентарни системи (по-специално основаните на Уестминстърската система), Ръководителите на изпълнителната власт (наричани „правителство“) се назначават от и носят отговорност пред Парламента и ако на правителството се гласува вот на недоверие, то губи властта. В случай, че в рамките на този Парламент не може да се събере нужното мнозинство от депутати, което да гласува ново правителство, Парламентът гласува дата за провеждане на нови парламентарни избори и се саморазпуска. В практическата си дейност членовете на Парламента, избрани от редиците на политически партии са подчинени на строга партийна дисциплина, осъществявана от секретарите на парламентарните групи (на английски: whips). По същество по отношение на парламентарните групи на лейбъристите и на консерваторите, в съответствие с това кой e на власт формален председател на парламентарната група на управляващата партия е Премиерът, а на основната опозиционна партия – Лидерът на опозицията. Тъй като те са заети основно с провеждането на държавната, респективно на партийната политика, парламентарната дейност на техните партии се води основно от техните chief whips, които са техни подчинени, но се ползват с голяма автономност в действията си.

#### Премиер и кабинет
Премиерът е най-старшият член на кабинета. Той председателства заседанията на кабинета, избира министрите и другите членове на правителството и формулира правителствените политики. В исторически план, изпълнителната власт, изцяло прерогатив на монарха по време на Хановерската династия, постепенно преминава към правителството, предвождано от премиер. С времето ежедневната оперативна работа на изпълнителната власт се превръща в основна задача на британското правителство, а не на монарха.
На теория премиерът е пръв между равни на латински: primus inter pares, но всички решения се вземат колективно. Кабинетът се състои от него, държавните секретари на ключовите министерства, лорд-канцлера, лорд-пазителя на малкия печат, председателя на правителствената комисия по търговията, канцлерът на херцогство Ланкастър и министри без портфейл. Обикновено заседанията са веднъж седмично, по времето, когато Парламентът е в сесия. Друга характерна особеност на британската система на държавно управление е, че министрите от Кабинета освен министри от една страна, членове на Парламента от друга, са едновременно с това и тайни съветници на монарха (членове на Тайния съвет – Her Majesty's Privy Council, от което произтича и официалното обръщение към тях „Многоуважаемият“ – The Right Honourable). Това дава на министрите допълнителен инструмент за провеждането на държавни политики. От една страна могат да изготвят закони, подлежащи на приемане от Парламента. От друга могат да изготвят кралски укази, подписвани от монарха.
Ако правителството, респ. министър-председателят, прецени, че съществува благоприятна обстановка за спечелване на предсрочни парламентарни избори, отправя до държавния глава искане за разпускане на парламента.

#### Правителствени агенции и администрация
Правителството включва учреждения, известни предимно като департаменти (министерства), оглавявани от политическа фигура – министър (официалното наименование е „държавен секретар“ – Secretary of State), който е член на Kабинета. Той има заместник-министри (официалното наименование е „министър“ – Minister или Minister of State). Няколко от департаментите на практика касаят само Англия, защото отделни звена се грижат за същата дейност в Шотландия, Уелс и Северна Ирландия – например здравното министерство (на английски: Department of Health) или министерството на образованието (на английски: Department for Education). В британската политическа практика множество институции носят традиционни названия от отминали времена, което допълнително обърква външните наблюдатели. Така например Съкровищницата на Негово Величество (His Majesty's Treasury, т.е. министерството на финансите), Външният и общностният офис (Foreign and Commonwealth Office, министерството на външните работи или Форин офис), Министерството на отбраната (Ministry of Defence) и Департаментът по здравето (Department of Health, министерството на здравеопазването) са министерства с равен ранг в Правителството, но с различни специфични означения.
Изпълнението на министерските решения е поверено на постоянно действаща политически неутрална професионална организация, известна като Администрация на държавните служби (на английски: civil service). Нейната конституционна роля е да подпомага текущото правителство без оглед на политическата му принадлежност. За разлика от други демокрации старшите държавни служители остават на поста си при смяна на правителството. Държавните служители на всяко министерство (департамент) са оглавявани от висш професионален ръководител, известен най-често като постоянен секретар (на английски: Permanent Secretary). Мнозинството от държавните служители на практика работят в изпълнителни агенции, които са отделни разпоредителни организации, подчинени на министерствата.
Често за обозначаване на Правителството като цяло се използва думата „Уайтхол“, тъй като повечето министерства са разположени на едноименната улица в близост до някогашния дворец Уайтхол, докато нарицателното за действията на Премиера е „Даунинг Стрийт“, където са неговата резиденция и тази на финансовия министър (Вицепремиера).

### Национални правителства
От края на 1990-те в Обединеното кралство протича процес на постепенна децентрализация на властта или деволюция. Шотландия, Уелс и Северна Ирландия получават собствени парламенти със съответната законодателна власт и собствени администрации, които носят отговорност за въпросите на вътрешната политика, например здравеопазване, образование, култура, околна среда и транспорт. Външната, отбранителната и монетарната политика остават неотменим прерогатив на централната власт.

#### Шотландско правителство
Шотландското правителство отговаря за всички въпроси, които не са запазен прерогатив на парламента на Обединеното кралство според Закона за Шотландия от 1998 (на английски: Scotland Act 1998. Това са например здравеопазването, образованието, правосъдието, селските въпроси и транспортът. Правителството управлява годишен бюджет от над 25 милиарда паунда
Правителството се оглавява от Първи министър на Шотландия и е съставено от министри с определени ресори. Първият министър се номинира от Парламента на Шотландия, но се назначава от монарха. След това той назначава министрите (наричани секретари (на английски: Cabinet Secretaries) и заместник-министрите, всички подлежащи на одобрение от Парламента. Първият министър, министрите, и двама висши юристи (на английски: Lord Advocate и на английски: Solicitor General) съставят шотландската изпълнителна власт и се наричат колективно „шотландски министри“.

#### Уелско правителство
Националната асамблея на Уелс (National Assembly for Wales, на уелски: Cynulliad Cenedlaethol Cymru).) има правомощия, дадени от правителството на Великобритания през 1998 г., които са препотвърдени през 2006 г. Уелското правителство и Националната асамблея на Уелс първоначално имат по-ограничени права от тези в Шотландия, но от 2006 г. насам те се приближават до тези на Шотландия и Северна Ирландия. Асамблеята избира Първи министър на Уелс, който сформира правителството на Уелс.

#### Кабинет на Северна Ирландия
В Северна Ирландия законодателният орган след деволюцията се нарича Асамблея на Северна Ирландия, а правителството е Кабинет на министрите. Той отговаря пред Асамблеята и е установен според условията на закон за Северна Ирландия от 1998 г. (Northern Ireland Act 1998), приет след споразумението от Белфаст (известно и като Good Friday Agreement). Изпълнителната власт се нарича също Изпълнителен комитет на Асамблеята и е пример за управление във формата на диархия, при което Първият министър и заместник първи министър Арлен Фостър от Демократичната юнионистка партия и Първият министър и заместник първи министър Мартин Макгинес от Шин Фейн имат равни права.